# Bignonia
Bignonia L. è un genere di piante appartenente alla famiglia delle Bignoniaceae.

## Descrizione
Queste vigorose decidue, originarie delle Americhe, crescono con grande rapidità fino ad oltre 10 metri d'altezza, arrampicandosi grazie ai viticci dotati di ventose. 
In Italia crescono in tutte le regioni.

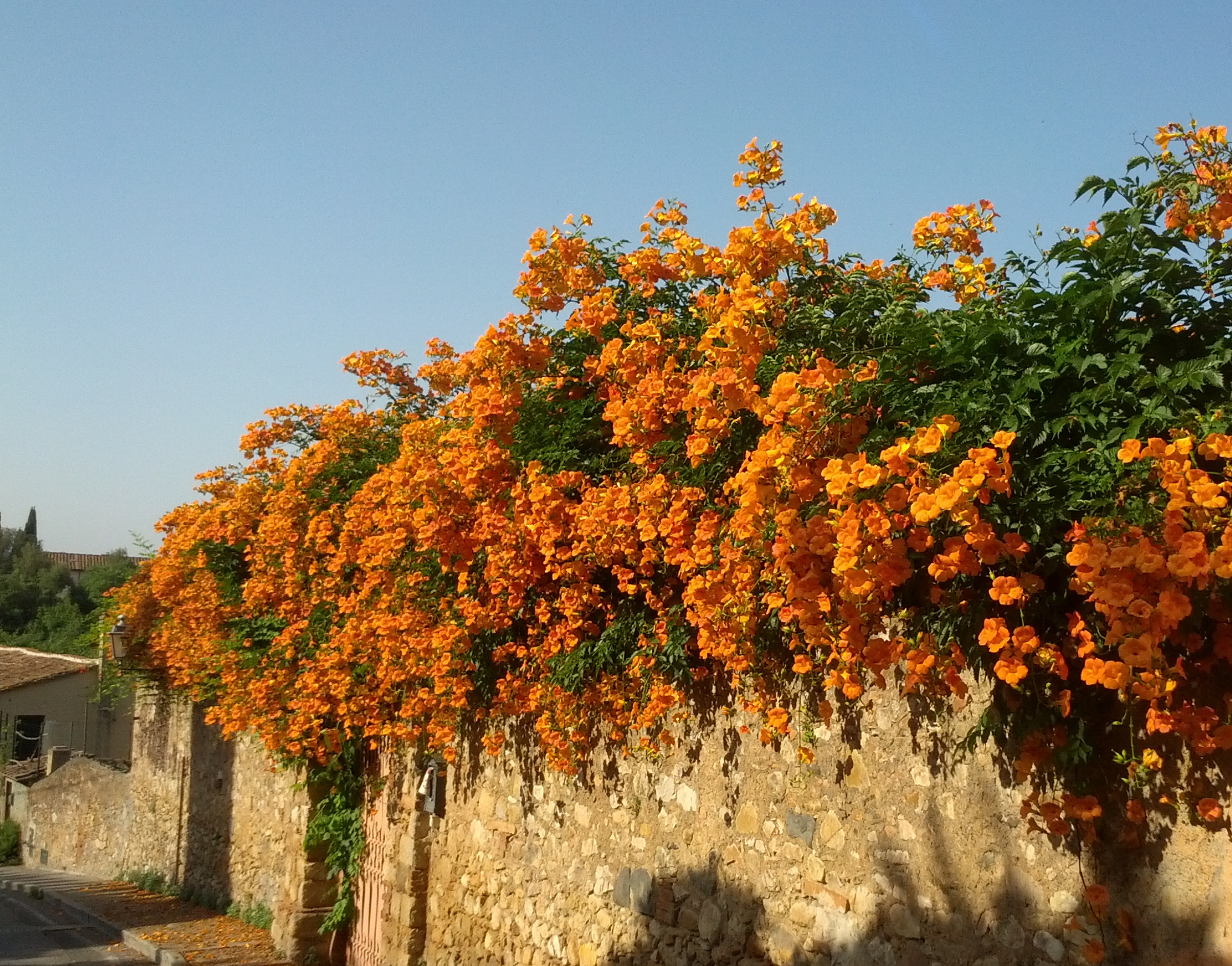

## Specie
Il genere Bignonia comprende oltre 450 specie. Fra le più note ci sono Bignonia capreolata e Bignonia venusta.
Alcune specie che in passato venivano attribuite a questo genere vengono attualmente assegnate ad altri generi della famiglia Bignoniaceae come Campsis, Pandorea, Phaedranthus, Podranea, Pyrostegia e Tecoma.